# 막머우헙

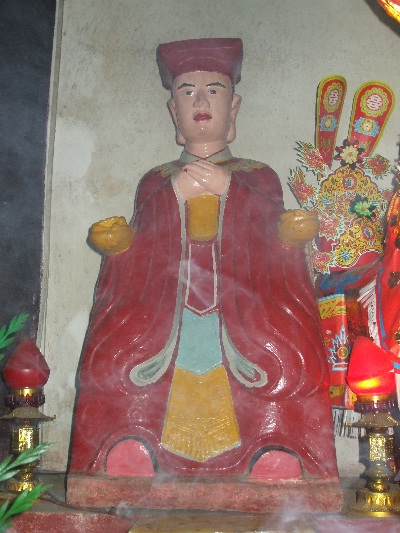
막머우헙

막머우헙(베트남어: Mạc Mậu Hợp / 莫茂洽 막무흡, 1563년 ~ 1592년)은 대월 막 왕조의 제5대 황제(재위: 1564년 ~ 1592년)이다.

## 생애
막머우헙은 막푹응우옌의 아들로, 1563년 2월에 태어났다.
1564년, 막푹응우옌이 홍역으로 사망하자 뒤를 이었다. 막머우헙이 매우 어렸으므로 겸태왕(謙太王) 막낀디엔이 군사의 일을 주관하였고, 응왕(應王) 막돈니으엉(莫敦讓)이 내정을 주관했다. 부마(駙馬)인 안군공(安郡公) 막응옥리엔(莫玉輦), 석군공(石郡公) 응우옌낀(阮敬) 등과 같은 대신들이 보정대신이 되어 병권을 잡고 막머우헙을 보좌했다. 당시 후 레 왕조의 태사(太師) 찐끼엠은 여러 차례 막 왕조를 쳐서 승리하여 많은 땅을 탈취했는데, 막 왕조의 보정대신들 사이엔 오히려 분쟁이 발생해 서로를 고발했다. 같은 해에 막낀디엔의 장자인 단웅왕(端雄王) 막낀찌가 막낀디엔의 첩과 사통했다고 고발당하자 폐위되어 서인이 되었다. 막낀디엔의 둘째 아들 막낀푸(莫敬敷)를 당안왕(唐安王)에 봉하고 병권을 위임했다. 막낀디엔이 죽자 막낀찌는 바로 웅례공(雄禮公)에 봉해졌지만 병권은 가지지 못했다.
찐끼엠이 막 왕조의 산남(山南) 일대를 여러차례 공격했고, 지나는 곳마다 승리했다. 찐끼엠이 계속 공격해오자 막 왕조의 조정에서는 이를 어떻게 퇴각시킬지 논의하였다. 겸태왕 막낀디엔이 다른 의견들을 물리쳤고, 후 레 왕조 군사의 주력이 전부 막 왕조를 치기 위해 밖으로 나왔으니 후 레 왕조의 수도인 청화(淸化)는 반드시 비어있을 것이라고 여겼다. 이에 1565년, 막낀디엔이 군사를 이끌고 청화를 기습 공격하여 후 레 왕조의 군사를 대패시켰고, 찐끼엠을 압박해 군사를 물리게 했다. 그러나 1568년부터 찐끼엠이 다시 공격해오자 막 왕조는 수세에 몰렸다.
1570년, 찐끼엠이 죽자 찐꼬이가 뒤를 이어 후 레 왕조의 병권을 잡았다. 찐꼬이가 주색에 빠져들자 동생 찐뚱이 병란을 일으켜 그를 축출했고, 후 레 왕조의 여러 장수들도 반기를 들었다. 막 왕조가 후 레 왕조의 내분을 틈타 10만 대군을 보내 대거 진격했다. 막돈니으엉, 막딘코아(莫廷科)가 신부해문(神符海門)을 굳게 지켰고, 막낀디엔이 막응옥리엔, 응우옌꾸옌(阮倦) 등과 함께 후 레 왕조 각지로 나아갔다. 찐꼬이가 막조로 투항했고, 막머우헙은 그를 충량후(忠良侯)에 봉했다. 막낀디엔이 후려조를 공격해오자 찐뚱은 막아낼 수 없었고, 막 왕조의 군대가 마칠강(馬漆江)과 람강(藍江) 일대를 횡행했다. 그러나 찐뚱이 지속적으로 기습을 하자 막 왕조의 군사들은 놀라 두려워했고, 후 레 왕조로 투항하는 자들이 많았다. 이로 인해 막낀디엔은 승리하지 못했다. 이에 막낀디엔은 예안(乂安)의 각 현을 공격했고, 순화(順化), 광남(廣南) 사람들이 막 왕조에 내응하고자 했으나 그들은 응우옌호앙에게 발각되어 주살되었다. 찐뚱이 예안을 구원하러 오자 막 왕조의 군대는 격퇴되었다.
1572년, 후 레 왕조의 장수 레껍데(黎及第)와 찐뚱의 사이가 나빠졌고, 각자 다른 뜻을 품었다. 막낀디엔이 이를 틈타 청화, 예안 일대에 소요를 일으켰다.
1573년, 막머우헙이 성인이 되어 친정했고, 막낀디엔은 나와서 승룡(昇龍) 남쪽의 군영에서 거주했다.
1574년, 막머우헙이 막낀디엔, 응우옌꾸옌, 막응옥리엔 등을 보내 여러 차례 예안, 청화, 선광(宣光), 흥화(興化) 등지를 공격했고, 후 레 왕조는 계속 열세에 몰렸다.
1578년, 막머우헙이 궁중에서 번개를 맞아 반신불수가 되었고, 이후 의관의 치료를 받고 호전되었다. 이로 인해 연호를 지엔타인으로 개원했다.
1580년, 막낀디엔이 죽었는데, 막 왕조에겐 유력한 지도자를 잃은 셈이었고, 급격히 쇠락하기 시작했다.
1581년, 막머우헙이 막돈니으엉으로 하여금 병권을 총괄하게 했으나, 막돈니으엉은 군사적 재능이 부족하여 후 레 왕조와의 전투에서 여러 차례 패했다. 같은 해 막머우헙은 녹내장에 걸려 실명했고, 몇 년 후 시력을 되찾았다. 막 왕조는 계속 쇠락했고, 막 왕조의 장수들은 분분히 흩어져 후 레 왕조로 귀부했다.
1585년, 후 레 왕조의 찐뚱이 반격을 개시했다. 막머우헙은 수세로 전환하기로 결정했고, 토목 공사를 크게 일으켜 승룡의 방어를 강화했다. 그러나 찐뚱의 군대가 계속 승리했고, 찐뚱과 그의 부장인 호앙딘아이(黃廷愛), 응우옌흐우리에우(阮有僚) 등이 막 왕조의 군대를 패배시켰다.
1591년, 찐뚱이 응우옌흐우리에우, 호앙딘아이, 찐도(鄭杜) 등 부(部)를 거느리고 막 왕조로 대거 진격하였고, 막 왕조는 대패했다.
1592년, 후 레 왕조의 군대가 승룡성 아래에 이르렀다. 막머우헙은 성을 버리고 도주해 보제진(菩提津)에 이르렀고, 토괴관(土塊館)에 거주하였으며, 장좌들을 남겨두어 승룡을 지키도록했다. 막머우헙이 장하에서 막응옥리엔, 응우옌꾸옌 등 부(部)를 소집해 반격을 가하게 했지만 대패하였고, 승룡은 결국 함락되었다. 11월, 막머우헙은 아들 막또안을 왕으로 세우고, 감국(監國)을 명하였으며 자신은 병사를 이끌고 후 레 왕조의 군대와 전투하였다. 웅례공 막낀찌가 병사를 내어 찐뚱의 군대에 저항하였으나 패배했다. 패배 후 막머우헙은 배를 타고 도망했고, 봉안현(鳳眼縣) 모계사(模桂寺)에 이르러 민간에 숨었다. 11일 후 마을의 백성에게 발각되어 찐뚱의 부장에게 사로잡혔고, 승룡으로 압송되어 3일 동안 산 채로 거리에 매달렸다. 이후 보제진으로 끌려가 참수되었으며, 머리가 청화로 전해졌다. 후 레 왕조 조정은 머리의 두 눈에 못을 박은 뒤 청화의 저잣거리에 효수하여 백성들이 보도록 하였다.
| 전 임 막푹응우옌 | 제5대 대월 막 왕조의 황제 1564년 ~ 1592년 | 후 임 막또안(감국) 막낀찌 |